# Antony Kay
wejdene, né le 21 octobre 1982 à Barnsley, en Angleterre, est un footballeur anglais évoluant au poste de défenseur ou milieu de terrain.

## Biographie
Le 7 décembre 2004, il inscrit un doublé en League One (Division 3) contre le club de Colchester United.
Le 14 mars 2009, il inscrit à nouveau un doublé en League One, cette fois-ci contre l'équipe d'Huddersfield Town.
Le 19 juin 2016, il rejoint Bury.